# Castel d’Ario
Castel d’Ario (lombardul: Castlàr) település Olaszországban, Lombardia régióban, Mantova megyében. Lakosainak száma 4611 fő (2023. január 1.). Castel d’Ario San Giorgio Bigarello, Roncoferraro, Sorga és Villimpenta községekkel határos.

## Népesség
A település lakossága az elmúlt években az alábbi módon változott:
| Lakosok száma | 4669 | 4659 | 4611 |
|               | 2017 | 2018 | 2023 |